# Campeonato Mundial de Badminton de 2009
O 17º Campeonato Mundial de Badminton foi realizado no Gachibowli Indoor Stadium em Hyderabad, Andhra Pradesh, Índia, de 10 a 16 de agosto de 2009. Foi o primeiro Campeonato Mundial a ser realizado na Índia.
A Badminton England desistiu antes da Primeira Rodada devido à grande ameaça de terrorismo contra a delegação. Juntaram-se posteriormente a eles dois jogadores de duplas da Áustria. Lin Dan venceu a categoria Simples Masculino, tornando-se o único jogador na história do Badminton a ter vencido três títulos Mundiais nesta categoria, fazendo isso de forma consecutiva, em 2006,2007 e 2009.  Lu Lan venceu a categoria Simples Feminino. Cai Yun e Fu Haifeng, da China, celebraram o título no evento de Duplas Masculinas, em uma partida que seria posteriormente chamada de "clássica". Zhang Yawen e Zhao Tingting foram as campeãs das Duplas Femininas, enquanto Thomas Laybourn e Kamilla Rytter Juhl, da Dinamarca, foram os vencedores no evento das Duplas Mistas.

## Local
O Campeonato Mundial de Badminton de 2009 foi realizado no Gachibowli Indoor Stadium, em Gachibowli, Hyderabad.

## Sorteio
O sorteio ocorreu em 22 de julho de 2009, tendo a presença do Chefe de Delegação e Ministro de Esportes da Índia, Dr. M.S. Gill.

## Países Participantes

### Áustria
Devido a preocupações com sua segurança, a dupla austríaca Peter Zauner e Jürgen Koch decidiu não participar do Campeonato Mundial de Badminton de 2009. A BWF enviou um comunicado oficial alegando que as desistências eram "uma decisão individual de parte dos jogadores". O presidente da BWF, Thomas Lund, disse: “Eu acredito que é algo digno de preocupação que os times não tenham nos consultado antes de desistirem, porque toda a informação necessária para afastar qualquer medo está disponível conosco”. Lund não aceitou culpar a imprensa Indiana por sua parcela nas desistências: “Eu não posso dizer que a Índia como sede possa ter alguma razão para ser culpada por uma falsa reportagem de jornal com percepções ameaçadoras que causaram essas reações.”

### Dinamarca
A  Dinamarca, que não ganhava um título individual no Campeonato Mundial desde 1999, e um título masculino desde 1997, participou. O país havia ganhado um título de duplas masculinas pela última vez desde 2003.

### Inglaterra
A Equipe de Badminton da Inglaterra decidiu não participar do Campeonato Mundial de Badminton de 2009, citando temores quanto a uma "ameaça terrorista", embora, de acordo com a comissão de polícia de Hyderabad "não havia uma ameaça real, apenas uma percepção". O chefe executivo da Badminton England, Adrian Christy, chamou isso de "uma decisão incrivelmente dura, e que ele não tomaria por razões menores". Christy disse: "Nós não estamos preparados para arriscar a segurança de nossos jogadores, treinadores e staff no que nós percebemos que poderia ser uma natureza muito volátil".

## Medalhistas
| Evento            | Ouro                                  | Prata                          | Bronze                                                |
| ----------------- | ------------------------------------- | ------------------------------ | ----------------------------------------------------- |
| Simples Masculino | Lin Dan                               | Chen Jin                       | Taufik Hidayat                                        |
| Simples Masculino | Lin Dan                               | Chen Jin                       | Sony Dwi Kuncoro                                      |
| Simples Feminino  | Lu Lan                                | Xie Xingfang                   | Wang Lin                                              |
| Simples Feminino  | Lu Lan                                | Xie Xingfang                   | Pi Hongyan                                            |
| Duplas Masculinas | Fu Haifeng e Cai Yun                  | Jung Jae-sung e Lee Yong-dae   | Mohd Zakry Abdul Latif e Mohd Fairuzizuan Mohd Tazari |
| Duplas Masculinas | Fu Haifeng e Cai Yun                  | Jung Jae-sung e Lee Yong-dae   | Koo Kien Keat e Tan Boon Heong                        |
| Duplas Femininas  | Zhang Yawen e Zhao Tingting           | Cheng Shu e Zhao Yunlei        | Du Jing e Yu Yang                                     |
| Duplas Femininas  | Zhang Yawen e Zhao Tingting           | Cheng Shu e Zhao Yunlei        | Ma Jin e Wang Xiaoli                                  |
| Duplas Mistas     | Thomas Laybourn e Kamilla Rytter Juhl | Nova Widianto e Lilyana Natsir | Lee Yong-dae e Lee Hyo-jung                           |
| Duplas Mistas     | Thomas Laybourn e Kamilla Rytter Juhl | Nova Widianto e Lilyana Natsir | Joachim Fischer Nielsen e Christinna Pedersen         |

## Simples Masculino
Lin Dan, da China, ganhou a medalha de ouro na categoria Simples Masculino, batendo Chen Jin na final. O placar foi de 21–16. A vitória, a terceira seguida de Dan (4 contando o Campeonato Mundial não-oficial, que foram os Jogos Olímpicos de 2008), estabeleceu um novo recorde de vitórias consecutivas. Apesar dos três títulos consecutivos, Dan não era o jogador número um no ranking do mundo à época de sua terceira conquista.

### Cabeças-de-chave
1. Lee Chong Wei
2. Chen Jin
3. Peter Gade
4. Taufik Hidayat
5. Lin Dan
6. Sony Dwi Kuncoro
7. Joachim Persson
8. Park Sung-hwan
9. Hsieh Yu-Hsing
10. Chan Yan Kit
11. Bao Chunlai
12. Choong Hann Wong
13. Simon Santoso
14. Tien Minh Nguyen
15. Chetan Anand
16. Boonsak Ponsana

### Resultados
|  | Quartas de final | Quartas de final | Quartas de final | Quartas de final | Quartas de final |               |                | Semifinais       | Semifinais | Semifinais | Semifinais | Semifinais |  |  | Final | Final   | Final | Final | Final |
|  |                  |                  |                  |                  |                  |               |                |                  |            |            |            |            |  |  |       |         |       |       |       |
|  | 1                | Lee Chong Wei    | 16               | 21               | 12               |               |                |                  |            |            |            |            |  |  |       |         |       |       |       |
|  | 6                | Sony Dwi Kuncoro | 21               | 14               | 21               |               |                |                  |            |            |            |            |  |  |       |         |       |       |       |
|  | 6                | Sony Dwi Kuncoro | 21               | 14               | 21               |               | 6              | Sony Dwi Kuncoro | 14         | 21         | 15         |            |  |  |       |         |       |       |       |
|  |                  |                  |                  |                  |                  |               | 6              | Sony Dwi Kuncoro | 14         | 21         | 15         |            |  |  |       |         |       |       |       |
|  |                  | 5                | Lin Dan          | 21               | 13               | 21            |                |                  |            |            |            |            |  |  |       |         |       |       |       |
|  | 3                | 5                | Lin Dan          | 21               | 13               | 21            | Peter Gade     | 20               | 16         |            |            |            |  |  |       |         |       |       |       |
|  | 3                |                  |                  |                  |                  |               | Peter Gade     | 20               | 16         |            |            |            |  |  |       |         |       |       |       |
|  | 5                | Lin Dan          | 22               | 21               |                  |               |                |                  |            |            |            |            |  |  |       |         |       |       |       |
|  |                  |                  |                  |                  |                  |               |                |                  |            |            |            |            |  |  | 5     | Lin Dan | 21    | 21    |       |
|  |                  |                  | 2                | Chen Jin         | 18               | 16            |                |                  |            |            |            |            |  |  |       |         |       |       |       |
|  |                  | Jan Ø. Jørgensen | 19               | 19               |                  |               |                |                  |            |            |            |            |  |  |       |         |       |       |       |
|  | 4                | Taufik Hidayat   | 21               | 21               |                  |               |                |                  |            |            |            |            |  |  |       |         |       |       |       |
|  | 4                | Taufik Hidayat   | 21               | 21               |                  | 4             | Taufik Hidayat | 16               | 6          |            |            |            |  |  |       |         |       |       |       |
|  |                  |                  |                  |                  |                  | 4             | Taufik Hidayat | 16               | 6          |            |            |            |  |  |       |         |       |       |       |
|  |                  | 2                | Chen Jin         | 21               | 21               |               |                |                  |            |            |            |            |  |  |       |         |       |       |       |
|  | 13               | 2                | Chen Jin         | 21               | 21               | Simon Santoso | 10             | 13               |            |            |            |            |  |  |       |         |       |       |       |
|  | 13               |                  |                  |                  |                  | Simon Santoso | 10             | 13               |            |            |            |            |  |  |       |         |       |       |       |
|  | 2                | Chen Jin         | 21               | 21               |                  |               |                |                  |            |            |            |            |  |  |       |         |       |       |       |

## Simples Feminino
Lu Lan ganhou o título mundial na categoria Simples Feminino, derrotando Xie Xingfang na final. Lu ganhou por um placar de 23–21. Xie chegou a ter o ponto da partida, quando o placar estava em 21–20. Lu ganhou em dois jogos por placares de 23–21 e 21–12.

### Cabeças-de-chave
1. Zhou Mi
2. Wang Lin
3. Tine Rasmussen
4. Wang Yihan
5. Xie Xingfang
6. Saina Nehwal
7. Lu Lan
8. Pi Hongyan
9. Wang Chen
10. Petya Nedelcheva
11. Juliane Schenk
12. Hwang Hye Youn
13. Yip Pui Yin
14. Wong Mew Choo
15. Maria Kristin Yulianti
16. Judith Meulendijks

### Resultados
|  | Quartas de final | Quartas de final | Quartas de final | Quartas de final | Quartas de final |                |              | Semifinais | Semifinais | Semifinais | Semifinais | Semifinais |  |  | Final | Final        | Final | Final | Final |
|  |                  |                  |                  |                  |                  |                |              |            |            |            |            |            |  |  |       |              |       |       |       |
|  | 1                | Zhou Mi          | 15               | 18               |                  |                |              |            |            |            |            |            |  |  |       |              |       |       |       |
|  | 5                | Xie Xingfang     | 21               | 21               |                  |                |              |            |            |            |            |            |  |  |       |              |       |       |       |
|  | 5                | Xie Xingfang     | 21               | 21               |                  | 5              | Xie Xingfang | 21         | 21         |            |            |            |  |  |       |              |       |       |       |
|  |                  |                  |                  |                  |                  | 5              | Xie Xingfang | 21         | 21         |            |            |            |  |  |       |              |       |       |       |
|  |                  | 8                | Pi Hongyan       | 18               | 8                |                |              |            |            |            |            |            |  |  |       |              |       |       |       |
|  | 11               | 8                | Pi Hongyan       | 18               | 8                | Juliane Schenk | 21           | 15         | 19         |            |            |            |  |  |       |              |       |       |       |
|  | 11               |                  |                  |                  |                  | Juliane Schenk | 21           | 15         | 19         |            |            |            |  |  |       |              |       |       |       |
|  | 8                | Pi Hongyan       | 15               | 21               | 21               |                |              |            |            |            |            |            |  |  |       |              |       |       |       |
|  |                  |                  |                  |                  |                  |                |              |            |            |            |            |            |  |  | 5     | Xie Xingfang | 21    | 12    |       |
|  |                  |                  | 7                | Lu Lan           | 23               | 21             |              |            |            |            |            |            |  |  |       |              |       |       |       |
|  | 7                | Lu Lan           | 21               | 21               |                  |                |              |            |            |            |            |            |  |  |       |              |       |       |       |
|  | 3                | Tine Rasmussen   | 15               | 13               |                  |                |              |            |            |            |            |            |  |  |       |              |       |       |       |
|  | 3                | Tine Rasmussen   | 15               | 13               |                  | 7              | Lu Lan       | 21         | 21         |            |            |            |  |  |       |              |       |       |       |
|  |                  |                  |                  |                  |                  | 7              | Lu Lan       | 21         | 21         |            |            |            |  |  |       |              |       |       |       |
|  |                  | 2                | Wang Lin         | 18               | 19               |                |              |            |            |            |            |            |  |  |       |              |       |       |       |
|  | 6                | 2                | Wang Lin         | 18               | 19               | Saina Nehwal   | 16           | 19         |            |            |            |            |  |  |       |              |       |       |       |
|  | 6                |                  |                  |                  |                  | Saina Nehwal   | 16           | 19         |            |            |            |            |  |  |       |              |       |       |       |
|  | 2                | Wang Lin         | 21               | 21               |                  |                |              |            |            |            |            |            |  |  |       |              |       |       |       |

## Duplas Masculinas
Cai Yun e Fu Haifeng, da China, conseguiram triunfar na categoria Duplas Masculinas, a grande final do Campeonato Mundial, superando Lee Yong Dae e Jung Jae-Sung, da Coreia do Sul, na final. Foi seu segundo título na categoria, havendo vencido anteriormente em Madri em 2006. Cai Yun e Fu Haifeng ganharam o primeiro jogo pelo placar de 21–18. Os coreanos, então, ganharam o segundo por um placar 16–21 para igualar o nível. O terceiro jogo viu as duas duplas trocarem a liderança várias vezes com uma diferença de um ponto antes de trocarem vários pontos do jogo. 28–26 foi o placar final, com os chineses declarados campeões em seu sexto ponto do jogo. O jogador aposentado chinês de badminton e atual treinador de sua equipe nacional, Li Yongbo, assistiu ao que foi posteriormente definido como "um clássico que será sempre relembrado como uma das melhores partidas de duplas masculinas da história recente  do esporte".

### Cabeças-de-chave
1. Markis Kido / Hendra Setiawan
2. Koo Kien Keat / Tan Boon Heong
3. Lars Paaske / Jonas Rasmussen
4. Jung Jae-sung / Lee Yong-dae
5. Fu Haifeng / Cai Yun
6. Mathias Boe / Carsten Mogensen
7. Mohammad Ahsan / Bona Septano
8. Mohd Zakry Abdul Latif / Mohd Fairuzizuan Mohd Tazari
9. Anthony Clark / Nathan Robertson
10. Michal Logosz / Robert Mateusiak
11. Yonathan Suryatama Dasuki / Rian Sukmawan
12. Choong Tan Fook / Lee Wan Wah
13. Hung Ling Chen / Yu Lang Lin
14. Kenichi Hayakawa / Kenta Kazuno
15. Chieh Min Fang / Sheng Mu Lee
16. Vitalij Durkin / Alexandr Nikolaenko

### Resultados
|  | Quartas de final | Quartas de final                                    | Quartas de final             | Quartas de final           | Quartas de final |    |                               | Semifinais                                          | Semifinais | Semifinais | Semifinais | Semifinais |  |  | Final | Final              | Final | Final | Final |
|  |                  |                                                     |                              |                            |                  |    |                               |                                                     |            |            |            |            |  |  |       |                    |       |       |       |
|  |                  | Cho Gun-woo Yoo Yeon-seong                          | 21                           | 12                         | 14               |    |                               |                                                     |            |            |            |            |  |  |       |                    |       |       |       |
|  | 8                | Mohd Zakry Abdul Latif Mohd Fairuzizuan Mohd Tazari | 17                           | 21                         | 21               |    |                               |                                                     |            |            |            |            |  |  |       |                    |       |       |       |
|  | 8                | Mohd Zakry Abdul Latif Mohd Fairuzizuan Mohd Tazari | 17                           | 21                         | 21               |    | 8                             | Mohd Zakry Abdul Latif Mohd Fairuzizuan Mohd Tazari | 21         | 22         | 15         |            |  |  |       |                    |       |       |       |
|  |                  |                                                     |                              |                            |                  |    | 8                             | Mohd Zakry Abdul Latif Mohd Fairuzizuan Mohd Tazari | 21         | 22         | 15         |            |  |  |       |                    |       |       |       |
|  |                  | 5                                                   | Fu Haifeng Cai Yun           | 18                         | 24               | 21 |                               |                                                     |            |            |            |            |  |  |       |                    |       |       |       |
|  |                  | 5                                                   | Fu Haifeng Cai Yun           | 18                         | 24               | 21 | Han Sang-hoon Shin Baek-choel | 16                                                  | 18         |            |            |            |  |  |       |                    |       |       |       |
|  |                  |                                                     |                              |                            |                  |    | Han Sang-hoon Shin Baek-choel | 16                                                  | 18         |            |            |            |  |  |       |                    |       |       |       |
|  | 5                | Fu Haifeng Cai Yun                                  | 21                           | 21                         |                  |    |                               |                                                     |            |            |            |            |  |  |       |                    |       |       |       |
|  |                  |                                                     |                              |                            |                  |    |                               |                                                     |            |            |            |            |  |  | 5     | Fu Haifeng Cai Yun | 21    | 16    | 28    |
|  |                  |                                                     | 4                            | Jung Jae-sung Lee Yong-dae | 18               | 21 | 26                            |                                                     |            |            |            |            |  |  |       |                    |       |       |       |
|  |                  | Guo Zhendong Xu Chen                                | 17                           | 26                         |                  |    |                               |                                                     |            |            |            |            |  |  |       |                    |       |       |       |
|  | 4                | Jung Jae-sung Lee Yong-dae                          | 21                           | 28                         |                  |    |                               |                                                     |            |            |            |            |  |  |       |                    |       |       |       |
|  | 4                | Jung Jae-sung Lee Yong-dae                          | 21                           | 28                         |                  | 4  | Jung Jae-sung Lee Yong-dae    | 16                                                  | 21         | 22         |            |            |  |  |       |                    |       |       |       |
|  |                  |                                                     |                              |                            |                  | 4  | Jung Jae-sung Lee Yong-dae    | 16                                                  | 21         | 22         |            |            |  |  |       |                    |       |       |       |
|  |                  | 2                                                   | Koo Kien Keat Tan Boon Heong | 21                         | 14               | 20 |                               |                                                     |            |            |            |            |  |  |       |                    |       |       |       |
|  |                  | 2                                                   | Koo Kien Keat Tan Boon Heong | 21                         | 14               | 20 | Howard Bach Tony Gunawan      | 20                                                  | 21         | 17         |            |            |  |  |       |                    |       |       |       |
|  |                  |                                                     |                              |                            |                  |    | Howard Bach Tony Gunawan      | 20                                                  | 21         | 17         |            |            |  |  |       |                    |       |       |       |
|  | 2                | Koo Kien Keat Tan Boon Heong                        | 22                           | 13                         | 21               |    |                               |                                                     |            |            |            |            |  |  |       |                    |       |       |       |

## Duplas Femininas
Zhang Yawen e Zhao Tingting ganharam o título mundial na categoria Duplas Femininas, vencendo Cheng Shu e Zhao Yunlei na final. Elas o fizeram com alguma dificuldade, incluindo três jogos com placares 17–21, 21–17 e 21–16, e enfrentando táticas de adiamente de jogo de suas adversárias. A partida também teve vários ralis demorados, com mais de 30 batidas na peteca. No pódio para receberem suas medalhas, as vencedores choraram, já que esta era sua primeira vitória no evento de duplas femininas.

### Resultados
|  | Quartas de final | Quartas de final             | Quartas de final          | Quartas de final      | Quartas de final |                               |                          | Semifinais | Semifinais | Semifinais | Semifinais | Semifinais |  |  | Final | Final                     | Final | Final | Final |
|  |                  |                              |                           |                       |                  |                               |                          |            |            |            |            |            |  |  |       |                           |       |       |       |
|  | 11               | Miyuki Maeda Satoko Suetsuna | 17                        | 8                     |                  |                               |                          |            |            |            |            |            |  |  |       |                           |       |       |       |
|  | 5                | Du Jing Yu Yang              | 21                        | 21                    |                  |                               |                          |            |            |            |            |            |  |  |       |                           |       |       |       |
|  | 5                | Du Jing Yu Yang              | 21                        | 21                    |                  | 5                             | Du Jing Yu Yang          | 22         | 21         | 8          |            |            |  |  |       |                           |       |       |       |
|  |                  |                              |                           |                       |                  | 5                             | Du Jing Yu Yang          | 22         | 21         | 8          |            |            |  |  |       |                           |       |       |       |
|  |                  | 8                            | Zhang Yawen Zhao Tingting | 24                    | 18               | 21                            |                          |            |            |            |            |            |  |  |       |                           |       |       |       |
|  | 4                | 8                            | Zhang Yawen Zhao Tingting | 24                    | 18               | 21                            | Ha Jung-eun Kim Min-jung | 9          | 10         |            |            |            |  |  |       |                           |       |       |       |
|  | 4                |                              |                           |                       |                  |                               | Ha Jung-eun Kim Min-jung | 9          | 10         |            |            |            |  |  |       |                           |       |       |       |
|  | 8                | Zhang Yawen Zhao Tingting    | 21                        | 21                    |                  |                               |                          |            |            |            |            |            |  |  |       |                           |       |       |       |
|  |                  |                              |                           |                       |                  |                               |                          |            |            |            |            |            |  |  | 8     | Zhang Yawen Zhao Tingting | 17    | 21    | 21    |
|  |                  |                              | 2                         | Cheng Shu Zhao Yunlei | 21               | 17                            | 16                       |            |            |            |            |            |  |  |       |                           |       |       |       |
|  | 6                | Ma Jin Wang Xiaoli           | 21                        | 21                    |                  |                               |                          |            |            |            |            |            |  |  |       |                           |       |       |       |
|  | 3                | Lee Hyo-jung Lee Kyung-won   | 18                        | 13                    |                  |                               |                          |            |            |            |            |            |  |  |       |                           |       |       |       |
|  | 3                | Lee Hyo-jung Lee Kyung-won   | 18                        | 13                    |                  | 6                             | Ma Jin Wang Xiaoli       | 16         | 12         |            |            |            |  |  |       |                           |       |       |       |
|  |                  |                              |                           |                       |                  | 6                             | Ma Jin Wang Xiaoli       | 16         | 12         |            |            |            |  |  |       |                           |       |       |       |
|  |                  | 2                            | Cheng Shu Zhao Yunlei     | 21                    | 21               |                               |                          |            |            |            |            |            |  |  |       |                           |       |       |       |
|  | 7                | 2                            | Cheng Shu Zhao Yunlei     | 21                    | 21               | Cheng Wen Hsing Chien Yu Chin | 21                       | 11         | 8          |            |            |            |  |  |       |                           |       |       |       |
|  | 7                |                              |                           |                       |                  | Cheng Wen Hsing Chien Yu Chin | 21                       | 11         | 8          |            |            |            |  |  |       |                           |       |       |       |
|  | 2                | Cheng Shu Zhao Yunlei        | 11                        | 21                    | 21               |                               |                          |            |            |            |            |            |  |  |       |                           |       |       |       |

## Duplas Mistas
Thomas Laybourn e Kamilla Rytter Juhl, da Dinamarca, ganharam o título mundial no evento das Duplas Mistas com a vitória sobre  Lilyana Natsir e Nova Widianto, da Indonésia (que defendiam o título) na final. It was their first ever world title. A dupla bateu Zheng Bo e Ma Jin da China e as campeãs olímpicas da Coreia do Sul em seu caminho para a final. Na final, a dupla dinamarquesa venceu o primeiro jogo por um placar de 21–13 e facilmente ganhou o segundo por 21–17.

### Cabeças-de-chave
| 1.  | SF   | Lee Yong-dae / Lee Hyo-jung                         |
| 2.  | F    | Nova Widianto / Lilyana Natsir                      |
| 3.  | QF   | Zheng Bo / Ma Jin                                   |
| 4.  | QF   | He Hanbin / Yu Yang                                 |
| 5.  | QF   | Xie Zhongbo / Zhang Yawen                           |
| 6.  | SF   | Joachim Fischer Nielsen / Christinna Pedersen       |
| 7.  | F    | Thomas Laybourn / Kamilla Rytter Juhl               |
| 8.  | QF   | Diju Valiyaveetil / Jwala Gutta                     |
| 9.  | 1R,X | Sudket Prapakamol / Saralee Thoungthongkam          |
| 10. | 3R   | Yohan Hadikusumo Wiratama / Hoi Wah Chau            |
| 11. | 1R,X | Anthony Clark / Donna Kellogg                       |
| 12. | 3R   | Robert Mateusiak / Nadiezda Kostiuczyk              |
| 13. | 1R,X | Songphon Anugritayawon / Kunchala Voravichitchaikul |
| 14. | 3R   | Xu Chen / Zhao Yunlei                               |
| 15. | 3R   | Yoo Yeong-seong / Kim Min-jung                      |
| 16. | 3R   | Devin Lahardi Fitriawan / Lita Nurlita              |

X = desistência

### Resultados
|  | Quartas de final | Quartas de final                            | Quartas de final                    | Quartas de final             | Quartas de final |    |                                             | Semifinais | Semifinais | Semifinais | Semifinais | Semifinais |  |  | Final | Final                               | Final | Final | Final |
|  |                  |                                             |                                     |                              |                  |    |                                             |            |            |            |            |            |  |  |       |                                     |       |       |       |
|  | 1                | Lee Yong-dae Lee Hyo-jung                   | 21                                  | 21                           |                  |    |                                             |            |            |            |            |            |  |  |       |                                     |       |       |       |
|  | 5                | Xie Zhongbo Zhang Yawen                     | 16                                  | 16                           |                  |    |                                             |            |            |            |            |            |  |  |       |                                     |       |       |       |
|  | 5                | Xie Zhongbo Zhang Yawen                     | 16                                  | 16                           |                  | 1  | Lee Yong-dae Lee Hyo-jung                   | 21         | 9          | 18         |            |            |  |  |       |                                     |       |       |       |
|  |                  |                                             |                                     |                              |                  | 1  | Lee Yong-dae Lee Hyo-jung                   | 21         | 9          | 18         |            |            |  |  |       |                                     |       |       |       |
|  |                  | 7                                           | Thomas Laybourn Kamilla Rytter Juhl | 18                           | 21               | 21 |                                             |            |            |            |            |            |  |  |       |                                     |       |       |       |
|  | 3                | 7                                           | Thomas Laybourn Kamilla Rytter Juhl | 18                           | 21               | 21 | Zheng Bo Ma Jin                             | 20         | 21         | 20         |            |            |  |  |       |                                     |       |       |       |
|  | 3                |                                             |                                     |                              |                  |    | Zheng Bo Ma Jin                             | 20         | 21         | 20         |            |            |  |  |       |                                     |       |       |       |
|  | 7                | Thomas Laybourn Kamilla Rytter Juhl         | 22                                  | 11                           | 22               |    |                                             |            |            |            |            |            |  |  |       |                                     |       |       |       |
|  |                  |                                             |                                     |                              |                  |    |                                             |            |            |            |            |            |  |  | 7     | Thomas Laybourn Kamilla Rytter Juhl | 21    | 21    |       |
|  |                  |                                             | 2                                   | Nova Widianto Lilyana Natsir | 13               | 17 |                                             |            |            |            |            |            |  |  |       |                                     |       |       |       |
|  | 6                | Joachim Fischer Nielsen Christinna Pedersen | 21                                  | 21                           |                  |    |                                             |            |            |            |            |            |  |  |       |                                     |       |       |       |
|  | 4                | He Hanbin Yu Yang                           | 10                                  | 17                           |                  |    |                                             |            |            |            |            |            |  |  |       |                                     |       |       |       |
|  | 4                | He Hanbin Yu Yang                           | 10                                  | 17                           |                  | 6  | Joachim Fischer Nielsen Christinna Pedersen | 18         | 21         | 18         |            |            |  |  |       |                                     |       |       |       |
|  |                  |                                             |                                     |                              |                  | 6  | Joachim Fischer Nielsen Christinna Pedersen | 18         | 21         | 18         |            |            |  |  |       |                                     |       |       |       |
|  |                  | 2                                           | Nova Widianto Lilyana Natsir        | 21                           | 14               | 21 |                                             |            |            |            |            |            |  |  |       |                                     |       |       |       |
|  | 8                | 2                                           | Nova Widianto Lilyana Natsir        | 21                           | 14               | 21 | Diju Valiyaveetil Jwala Gutta               | 16         | 14         |            |            |            |  |  |       |                                     |       |       |       |
|  | 8                |                                             |                                     |                              |                  |    | Diju Valiyaveetil Jwala Gutta               | 16         | 14         |            |            |            |  |  |       |                                     |       |       |       |
|  | 2                | Nova Widianto Lilyana Natsir                | 21                                  | 21                           |                  |    |                                             |            |            |            |            |            |  |  |       |                                     |       |       |       |

## Quadro de Medalhas
| Pos | País          | Ouro | Prata | Bronze | Total |
| --- | ------------- | ---- | ----- | ------ | ----- |
| 1   | China         | 4    | 3     | 3      | 10    |
| 2   | Dinamarca     | 1    | 0     | 1      | 2     |
| 3   | Indonésia     | 0    | 1     | 2      | 3     |
| 4   | Coreia do Sul | 0    | 1     | 1      | 2     |
| 5   | Malásia       | 0    | 0     | 2      | 2     |
| 6   | França        | 0    | 0     | 1      | 1     |